# Gestió del canvi
La gestió del canvi és un enfocament pel canvi / transició dels individus, equips i organitzacions d'un estat actual a un estat futur o desitjat. En el context de la gestió de projectes, gestió del canvi es refereix al procés pel qual els canvis són formalment presentat i aprovat.
La gestió del canvi utilitza les estructures i eines bàsiques de control de qualsevol esforç de canvi organitzacional. L'objectiu és maximitzar els beneficis i minimitzar els efectes del canvi en els treballadors i evitar distraccions.